# Здание института физических методов лечения
Здание института физических методов лечения — памятник архитектуры местного значения в Чернигове. В настоящее время здание используется как поликлиническое отделение № 1 городской больницы № 1.

## История
Решением исполкома Черниговского областного совета народных депутатов от 26.03.1984 № 118 дому присвоен статус памятник архитектуры местного значения с охранным № 6-Чг. Здание имеет собственную «территорию памятника» и расположено в «комплексной охранной зоне памятников исторического центра города», согласно правилам застройки и использования территории. Установлена информационная доска.

## Описание
В 1912 году по проекту инженера И. М. Якубовича был построен Дом народной школы с юго-западной стороны бывшей Шоссейной улицы (сейчас проспект Мира) на месте Александровской площади (в юго-восточной её части).
Каменный, 2-этажный дом. Главный вход украшает четырёхколонный портик дорического ордена, на который опирается балкон. Барокковой формы фронтон, шестигранные окна второго этажа, лепной и орнаментальный декор образовывают своеобразный вид сооружения украинского народного стиля. На фронтоне ранее была надпись «Дом института физических методов лечение имени тов. Воровского»
Изначально в здании размещалась 4-класская народная школа, с 1920-х годов — Институт физических методов лечения имени Воровского. Организатором и руководителем выступил местный врач Р. Караев. С 1931 года институт был утверждён как всеукраинский курорт, но 26 января 1935 года институт был закрыт. 1 июня 1935 года был вновь открыт, где стационар функционировал только для партийных работников, а амбулатория — для всех жителей города. В послевоенные годы институт работу не возобновил. В период 1950—1966 годы здесь размещалось физиотерапевтическое отделение областной больницы, затем отделение переехало в новый корпус, построенный на улице Волковича. Затем здание занимала поликлиника № 3, а с 1978 года здание используется как поликлиническое отделение № 1 городской больницы № 1.